# Ateliers Bastin
Ateliers Bastin war ein belgischer Hersteller von Automobilen.

## Unternehmensgeschichte
Joseph Bastin leitete das Unternehmen. Der Sitz war an der Rue de Sclessin in Lüttich. Zwischen 1907 und 1909 stellte er Personenkraftwagen her. Danach vertrieb er Fahrzeuge von Doriot, Flandrin et Parant.
1912 gründete er ein neues Unternehmen für die Produktion von Lastkraftwagen.

## Fahrzeuge
Das einzige Modell war mit einem kleinen Vierzylindermotor ausgestattet. Der Motor war vorne im Fahrgestell montiert und trieb über eine Kardanwelle die Hinterachse an. Eine Besonderheit stellte der runde Kühlergrill dar.